# Trauma und Berufskrankheit
Trauma und Berufskrankheit war eine medizinische Fachzeitschrift des Springer Medizin Verlags. Sie richtete sich an Unfallchirurgen, Chirurgen und Orthopäden in Fachpraxen, Unfall- und Rehakliniken, Mitarbeiter der Berufsgenossenschaften und Arbeitsmediziner. Die Zeitschrift veröffentlichte Originalarbeiten und Übersichtsarbeiten, teilweise organisiert nach Leitthemen, aus den Bereichen Unfall- und Wiederherstellungschirurgie, Berufserkrankungen, Arbeitsmedizin und Begutachtung.
Alle eingereichten Manuskripte unterlagen einem Begutachtungsverfahren (Peer-Review).
Herausgeber waren zuletzt: Christian Jürgens, Klaus Seide, Axel Ekkernkamp, Hubert Erhard, Thomas A. Schildhauer, Ralf Wenzel, Reinhard Hoffmann, Rafaela Korte, Gunther O. Hofmann, Sylvia Langer, Paul A. Grützner, Fabian Stuby, Sarah Heinze, Andreas Badke, Fabian Ritter, Wolfgang Raab, Reinhard Nieper, Bernd Kieseler, Matthias Fischer und Hans Böhm.
Die Zeitschrift war indexiert in: SCOPUS, Google Scholar, EBSCO Academic Search, EBSCO Discovery Service, EBSCO STM Source, EBSCO TOC Premier, EMCare, Emerging Sources Citation Index, Gale, Gale Academic OneFile, Institute of Scientific and Technical Information of China (ISTIC), Naver, OCLC WorldCat Discovery Service, ProQuest-ExLibris Primo, ProQuest-ExLibris Summon, SCImago, Semantic Scholar und WTI Frankfurt eG.
Die Zeitschrift wurde auf Beschluss des Konzerns der BG-Kliniken im Jahre 2019 eingestellt. Im Februar 2021 erschien noch eine supplementäre Ausgabe mit einer Auswahl von Artikeln aus 20 Jahren.